# Amina Chahinez Hemour
Amina Chahinez Hemour, née le 4 aout 1983 à Bab El Oued , est une footballeuse internationale algérienne évoluant au poste de milieu de terrain.

## Biographie

### Carrière en club
Amina Chahinez Hemour joue pour la ASE Alger Centre à partir de 1997

### Carrière internationale
Hemour est sélectionnée en équipe d'Algérie  lors du Championnat d'Afrique féminin de football 2006 ainsi que lors de la Coupe d'Afrique des nations féminine de football 2018.
Elle remporte la Coupe arabe féminine de football en 2006.